# Hummelmark
Hummelmark (dansk) eller Hummelfeld (tysk) er en landsby og kommune beliggende omtrent 7 km vest for Egernførde (Egernfjord) i det sydøstlige Sydslesvig. Administrativt hører kommunen under Rendsborg-Egernførde kreds i den nordtyske delstat Slesvig-Holsten. Kommunen samarbejder på administrativt plan med andre kommuner i omegnen i Slien-Østersø kommunefællesskab (Amt Schlei-Ostsee). I kirkelig henseende hører Humlemark under Koslev Sogn. Sognet lå i Hytten Herred (Sønderjylland), da området tilhørte Danmark.
Byen erførste gang nævnt i 1462. Stednavnet henviser til humle (oldnordisk humla), som blev dyrket omkring byen. Navnet betyder altså Humlemark. På nedertysk blev bynavnet senere til Hummelfeld (nedertysk Hummel, højtysk Hopfen). Byvåbnet viser tilsvarende en humleranke.
Kommunen er stærkt landbrugspræget.